# Arnold Šimonek
Arnold Šimonek (* 19. September 1990 in Nové Zámky) ist ein slowakischer Fußballspieler.

## Karriere

### Verein
Šimonek erlernte das Fußballspielen in den Nachwuchsabteilungen von Dubník, FKM Nové Zámky und FC Nitra.
2008 wurde er in den Profikader vom FC Nitra aufgenommen und zählt schnell zum Stammkader. 2010 verbrachte er teilweise als Leihspieler beim FC Vysočina Jihlava zudem er dann im Sommer 2012 wechselte.
Im Sommer 2013 wurde er mit Kaufoption an den türkischen Zweitligisten Manisaspor ausgeliehen. Nachdem dieser Leihvertrag im Januar 2014 aufgelöst worden war, kehrte Šimonek zu seinem alten Verein zurück. 

### Nationalmannschaft
Šimonek spielte mehrmals für die slowakische U-17-, die U-19- die für U-21-Nationalmannschaft. 